# 2018년 동계 올림픽 싱가포르 선수단
2018년 동계 올림픽 싱가포르 선수단은 대한민국 평창에서 개최될 2018년 동계 올림픽에 참가하는 올림픽 싱가포르 선수단이다. 싱가포르가 동계 올림픽에 참가하는 것은 이번이 사상 처음이다.
이번 대회에서 싱가포르는 쇼트트랙 종목에 여자 선수 한 명만 출전시킬 예정이다. 2018년 1월 10일 2004년 하계 올림픽에 출전했던 싱가포르 탁구 선수 탄 페 펀이 이번 선수단장으로 임명됐다.

## 참가 선수
다음은 각 종목별 참가 현황이다.
| 종목     | 남자 | 여자 | 총합 |
| -------- | ---- | ---- | ---- |
| 쇼트트랙 | 0    | 1    | 1    |
| 총합     | 0    | 1    | 1    |

## 쇼트트랙
2017년 11월 23일 국제빙상연맹 (ISU)는 싱가포르가 여자 1,500m 경기 출전권 한 명분을 확보했다고 밝혔다. 샤이엔 고 선수가 출전할 예정이며, 이번 대회를 위해 학업도 잠시 중단한다고 알려졌다.
여자
| 선수      | 종목  | 예선 | 예선 | 준결선 | 준결선 | 결선 | 결선 |
| 선수      | 종목  | 시간 | 순위 | 시간   | 순위   | 시간 | 순위 |
| --------- | ----- | ---- | ---- | ------ | ------ | ---- | ---- |
| 샤이엔 고 | 1500m |      |      |        |        |      |      |